# Сосновий Євген Іванович
Сосновий Євген Іванович (21 січня 1937, с. Котелянка Полонського р-ну Хмельницької області) – ветеран праці, Заслужений працівник сільського господарства України, кавалер ордена «Знак Пошани».

## Біографія
Народився  в сім’ї колгоспників. У 8-річному віці залишився сиротою – батько загинув на фронті в 1945 році. Після закінчення семирічки в 1954 році доглядав вівці в місцевому колгоспі, працював трактористом, шофером. Потім була служба в армії. Після звільнення в запас у 1960 році Євген Іванович працює шофером в колгоспі, а пізніше в Котелянській дільничній лікарні.
З 1964 по 1967 рік навчається в Івано-Франківському сільськогосподарському технікумі, який з відзнакою закінчив і отримав спеціальність агронома-організатора. Працював сім років заступником голови правління – секретарем партійної організації колгоспу ім. 50-річчя Жовтня с. Прислуч. В цей же час навчався в Івано-Франківській партійній школі, яку закінчив в 1973 році. Знання, досвід, організаторські здібності, талант керівника були помічені керівництвом району.
13 років роботи заступником голови райвиконкому залишили вагомий слід на карті району. Будувалися і вчасно здавалися в експлуатацію школи, ФАПи, Будинки культури, дороги, стадіони і спортмайданчики.
У травні 1987 року односельчани обирають Євгена Івановича головою правління новоствореного колгоспу «Зоря», який він беззмінно очолював 22 роки до січня 2009 року. Для Котелянки – це новий відрізок історії, який характерний економічним зростанням господарства, розбудовою соціальної сфери. Господарство стало школою передового досвіду – визнаним лідером рослинницької та тваринницької галузей в районі та області.
Розвиток соціальної сфери рідного села, добробут односельчан завжди були пріоритетними напрямками у діяльності Є. І. Соснового як керівника. А результати – це школа, церква, пам’ятники, житлові будинки, газифікація, добротні дороги, центральне водопостачання, телефонізація, ставки, магазин, пекарня, автобусні зупинки, дитячий садочок. Була практично оновлена вся виробнича база господарства.

## Нагороди
Медаль «За доблестный труд»[недоступне посилання з липня 2019] 1970р.
Орден «Знак Пошани»1975 р.
Медаль «Ветеран праці» 1991р.
Орден «Різдво Христове» 2001 р.
13 листопада 2009 року указом Президента України Сосновому Євгену Івановичу було присвоєно звання Заслуженого працівника сільського господарства України за вагомий внесок у розвиток агропромислового комплексу України, досягнення високих показників у виробництві сільськогосподарської продукції та багаторічну сумлінну працю.